# Hans-Walter Heyne
Pour les articles homonymes, voir Heyne.

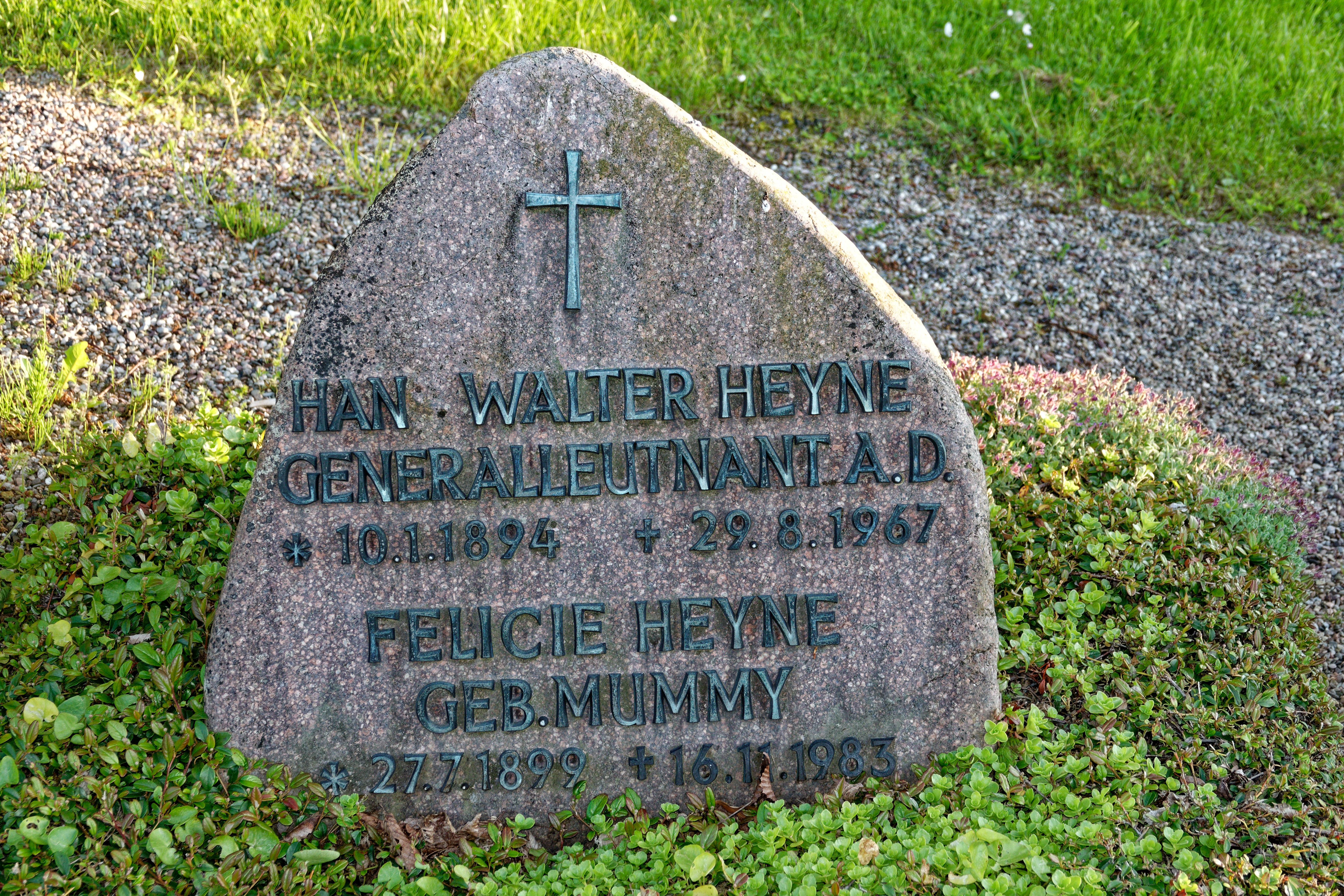
Tombe de Hand Walter Heyne

Hans-Walter Heyne-Hedersleben (10 janvier 1894 à Hanovre - 29 août 1967 à Schloß Bodenengern) est un Generalleutnant allemand qui a servi au sein de la Heer dans la Wehrmacht pendant la Seconde Guerre mondiale.
Il a été récipiendaire de la Croix de chevalier de la Croix de fer. Cette décoration est attribuée pour récompenser un acte d'une extrême bravoure sur le champ de bataille ou un commandement militaire avec succès.

## Biographie
Heyne s'engage le 26 février 1913 dans le 25e régiment d'artillerie de campagne de l'armée prussienne à Darmstadt.
Hans-Walter Heyne est capturé par les forces soviétiques en juin 1944 durant l'Offensive de Bobruisk. Il est libéré en octobre 1955.

## Décorations
- Croix de fer (1914)
  - 2e Classe
  - 1re Classe
- Croix d'honneur
- Agrafe de la Croix de fer (1939)
  - 2e Classe
  - 1re Classe
- Insigne de combat d'infanterie
- Médaille du Front de l'Est
- Croix de chevalier de la Croix de fer
  - Croix de chevalier le 4 avril 1943 en tant que Oberst et commandant du Artillerie-Regiment 182[1]